# Chiesa di San Pietro (Serravalle)
La chiesa di San Pietro è un edificio religioso che si trova a Motto, nei pressi di Ludiano, frazione di Serravalle in Canton Ticino.

## Storia
Situata nel territorio di Ludiano appartenente alla parrocchia di Dongio, la costruzione viene citata per la prima volta in documenti storici risalenti al 1293, anche se probabilmente l'origine risale al VI secolo. Nel XIII secolo quell'edificio venne sostituito dall'attuale, in stile romanico, che nel 1581 venne sopraelevato ed allungato verso ovest.
All'interno - e, in particolare, nell'abside -vennero realizzati diversi affreschi nel corso dei secoli XIV e XV, in parte ridipinti nel XIX secolo. Un restauro fu operato tra il 1976 e il 1988, contestualmente furono compiute indagini archeologiche.